# Mieczysław Hejman
Mieczysław (Mordechaj) Hejman, również Heyman (ur. 25 grudnia 1908 w Kaliszu, zm. 9 lutego 1943 w Warszawie) – polski działacz komunistyczny, elektrotechnik.

## Życiorys

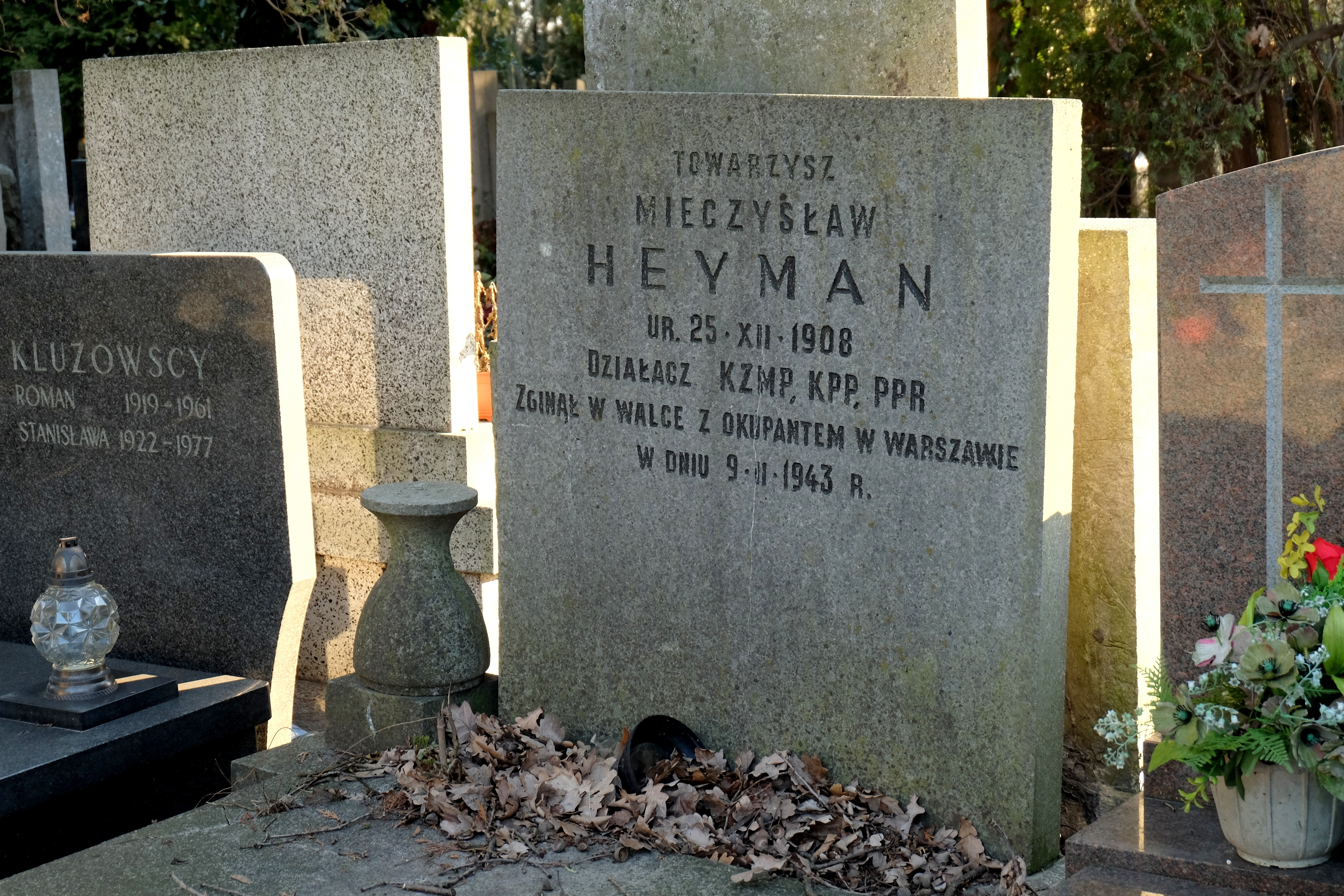
Grób Mieczysława Heymana na Cmentarzu Wojskowym na Powązkach w Warszawie

Urodził się w zamożnej rodzinie żydowskiej zamieszkałej w Kaliszu w Królestwie Polskim. Jego ojciec Lejb (zm. 1922) był właścicielem fabryki i kamienicy, matka Rena była drugą żoną ojca, znacznie odeń młodszą. Jego przyrodnimi siostrami były Felicja Kalicka i Eugenia Brun, późniejsze działaczki ruchu robotniczego.
Po wybuchu I wojny światowej i zniszczeniu Kalisza przez wojska niemieckie w sierpniu 1914 rodzina Hejmanów uciekła w głąb Rosji, do Witebska. Po rewolucji lutowej (1917) Hejman wraz z rodziną wrócił poprzez Danię do Kalisza. W 1922, po śmierci ojca, wydziedziczony w testamencie, zamieszkał u sióstr w Warszawie, gdzie uczęszczał do gimnazjum, następnie do miejskiej szkoły rzemieślniczej na dział elektrotechniczny. Od 1927 na wyższych kursach radiotechniki przy Szkole Wawelberga i Rotwanda.
Pod wpływem sióstr (działaczek KPP) związał się ze skrajną lewicą. Członek komunistycznej organizacji „Pionier”. W 1925 wstąpił do Związku Młodzieży Komunistycznej (ZMK), później przekształconego w Komunistyczny Związek Młodzieży Polskiej (KZMP). Początkowo pracował jako łącznik i kolporter w technice KPP, następnie był kierownikiem techniki warszawskiej organizacji ZMK. W kwietniu 1928 aresztowany za działalność komunistyczną i skazany na 5 lat więzienia; na mocy amnestii karę skrócono mu do 2,5 roku. W latach 1930–1931 odbywał służbę wojskową w 61 pułku piechoty w Bydgoszczy. Po wyjściu z wojska przeszedł do nielegalnej pracy konspiracyjnej. Od 1931 pracownik Wydziału Wojskowego KC KPP; sekretarz okręgowych wydziałów wojskowych KPP: Łódź–Częstochowa–Piotrków, Siedlce–Łomża, Lublin–Radom–Kielce, Kraków–Śląsk–Zagłębie Dąbrowskie. Od 1933 był sekretarzem Wydziału Wojskowego KC KPZB, działał głównie w Wilnie, Brześciu, Grodnie i Białymstoku. W latach 1934–1936 studiował na moskiewskim Komunistycznym Uniwersytecie Mniejszości Narodowościowych Zachodu (KUMNZ). Wkrótce po powrocie do Polski został aresztowany i osadzony w obozie w Berezie Kartuskiej. W wyniku dwóch kolejnych rozpraw sądowych w 1937 skazany najpierw na 3, następnie na 8 lat więzienia; karę odbywał w Warszawie na Mokotowie, w Płocku, Piotrkowie i Sieradzu.
We wrześniu 1939, po wybuchu II wojny światowej wydostał się z więzienia i osiadł w Białymstoku (okupowanym przez ZSRR), gdzie pracował na kierowniczych stanowiskach w kinematografii. Po wybuchu wojny z Niemcami (22 czerwca 1941) ewakuowany w głąb ZSRR, do obwodu kujbyszewskiego, następnie na własną prośbę skierowany do szkoły partyjnej przy Komitecie Wykonawczym Kominternu.
W nocy z 19 na 20 maja 1942, wraz z innymi członkami tzw. Drugiej Grupy Inicjatywnej, zrzucony na spadochronie do Polski, gdzie rozpoczął działalność w PPR, z polecenia której kierował pracą radiostacji nadawczo-odbiorczych i szkolił kadry partyjne do obsługi radiostacji. 31 grudnia 1942 wraz z Janem Krasickim brał udział na warszawskiej Starówce w zabójstwie sekretarza PPR Bolesława Mołojca. 9 lutego 1943 został otoczony na placu Trzech Krzyży w Warszawie przez żandarmerię niemiecką i po nieudanej próbie ucieczki popełnił samobójstwo.